# Le Frêche
Le Frêche (gaskonsko Lo Hrèishe) je naselje in občina v francoskem departmaju Landes regije Akvitanije. Naselje je leta 2009 imelo 391 prebivalcev.

## Geografija
Kraj leži v pokrajini Gaskonji 24 km vzhodno od središča Mont-de-Marsana.

## Uprava
Občina Le Frêche skupaj s sosednjimi občinami Arthez-d'Armagnac, Bourdalat, Hontanx, Lacquy, Montégut, Perquie, Pujo-le-Plan, Saint-Cricq-Villeneuve, Sainte-Foy, Saint-Gein in Villeneuve-de-Marsan sestavlja kanton Villeneuve-de-Marsan s sedežem v Villeneuve-de-Marsanu. Kanton je sestavni del okrožja Mont-de-Marsan.

## Zanimivosti
- cerkev sv. Petra,
- cerkev Saint-Vidou,
- grad Château Lafitte-Boingnères.